# Anatole Wiik
Anatole Wiik (...) è un ex giocatore di football americano e chirurgo finlandese che ha giocato come wide receiver.
Dopo il ritiro dal football americano è diventato chirurgo.